# Fedosy Santaella Kruk
Fedosy Santaella Kruk (Puerto Cabello, 1970) es un escritor, novelista y poeta venezolano. Ha sido también profesor universitario, investigador del Centro de investigación y Formación Humanística de la UCAB y coordinador académico del diplomado de escritura creativa: Narrativas Contemporáneas en la misma institución. A partir de 2025 se desempeña como Coordinador de la Maestría de escritura creativa de la Universidad de La Rioja en México. Muestras de su cuentística han sido traducidas al chino, esloveno, turco, inglés y japonés.

## Biografía
Nace en Puerto Cabello, estado Carabobo, dentro de una familia conformada por inmigrantes ucranianos del lado materno, y venezolanos de ascendencia española del lado paterno. Sus primeros años de formación académica transcurren en el colegio Sagrado Corazón de Jesús y La Salle. Posteriormente se moviliza a Caracas para iniciar la carrera de Letras en la Universidad Católica Andrés Bello, que finalizará luego de un traslado en la Universidad Central de Venezuela.
Fue profesor e investigador del CIFH, coordinador de talleres y profesor de semiótica y publicidad en la UCAB.
Reside en México desde 2017, se dedica a la redacción publicitaria y la escritura a tiempo completo. 

## Obra

### Temas y problemáticas

##### Las peripecias inéditas de Teofilus Jones: la distopía grotesca.
La obra presenta una temática política, que adquiere un carácter irónico y distópico a través la alegoría como recurso de interacción entre los personajes. Ciertos autores señalan que tales procedimientos estéticos hacen a la ficción una proyección en crisis. Teofilus Jones da cuenta, desde el recurso distópico, de una problemática apocalíptico-social en donde el individuo ficcionalizado construye creencias y evidencias que lo controlan a sí mismo. Luego volverá a tratar el tema apocalíptico en su novela Hopper en el fin del mundo.

#### La sociedad paralela y lo lúdico (Luis Franquiz).
La novela se construye como espejo irónico y exagerado de un referente real, que articula en la reconstrucción de dicho espacio como ficción, un acto de identificación humorístico. El lector decodifica desde esta visión el referente literario como paralelo, estableciendo un texto que es a la vez humorístico y crónico, un «realismo lúdico».

#### Retablo de plegarías: género y país
Este texto toma como tema el contexto sociocultural de la segunda década del siglo XXI venezolano, revisándolo desde la ficción, lo narrativo y lírico.
«Es sobre lo que está pasando en el país. Son textos que están entre lo poético y lo narrativo. Estoy tratando de escribir textos que no estén definidos por un género».
Se problematiza el género, pues los textos relatan al mismo tiempo que mezclan el carácter introspectivo, evocativo y musical de la poesía:
«En la casa guardada, vacía, no hay quien admire la luz sobre el cauce sereno del piso, en las efímeras catedrales sobre los muros o en los muebles transfigurados. A nadie le da refugio la casa. Sus llaves, ajenas al calor de las manos, languidecen al fondo de un cajón en este país lejano».
El país también se problematiza desde la nostalgia y la ausencia como constantes en las que se central la reflexión del narrador:
«A los muchachos que nacieron bajo el signo de la sombra, a ellos ni siquiera los robaron. Él, por lo menos, llegó a saber lo que era una vida. Hoy es algo así como un sueño. Como un recuerdo falso, como un olvido que miente. Los muchachos extrañan algo que nunca tuvieron. Luchan por algo que nunca han conocido».

#### Los nombres: lengua y metaliterariedad
Esta obra tiene como armazón central, temático y problemático al fenómeno lingüístico. Partiendo del argumento filosófico del Cratilo para articular una obra en dónde el carácter y la revisión del nombre son el objeto primario.

### Argumentos

#### El dedo de David Lynch
Arturo y Mariana son los 2 personajes centrales, una pareja de estudiantes de Letras de la Universidad Central de Venezuela. La novela narra el proceso de mudanza y asentamiento en Chirimena, por medio de situaciones, relaciones y especialmente la búsqueda y determinación del secreto del dedo. La pareja encuentra un dedo en la playa y el protagonista decide llevarlo consigo. A partir de la captura del dedo la narración envuelve a los personajes en distintas situaciones ligadas a la revisión del pasado de la pareja y de distintos habitantes de Chirimena, mostrando una faceta oscura y criminal.

#### Los nombres
La obra es dividida en una primera parte (Nombres entre libros) que cuenta con tres paréntesis libres y otro entre paréntesis. Y una segunda parte (Nombres entre la gente) con cuatro paréntesis. La obra usa la autoficción.
En la primera parte el Fedosy personaje explora sus referencias intelectuales a través de los nombres, la historia de los mismos, y como estos lo afectan. Se explora desde la ficción obras ya publicadas por el autor, y a través del nombre se rebela el origen y relación metaliteraria de algunos personajes con referentes de la realidad.
En la segunda parte se narra en un contexto más intimo-ficcionalizado.

### Poesía

#### Tatuajes criminales rusos
Narrativa poética o poesía entrelazada con narrativa, el texto muestra el tatuaje como hilo conductor de la obra. La versificación del tatuaje criminal vincula el referente histórico soviético y ruso, desde esta perspectiva, con la penitencia latente. El tatuaje es poema y marca, que desde lo literario, se convierte en imagen táctil para el lector:
«El tatuaje criminal, nos hace saber Santaella en este poemario (...), funciona como infierno, como purgatorio o como paraíso. Está allí para recodarle –al portador y a quien lo observa– el averno donde se ha estado y las razones que llevaron al inframundo».
«Cada atardecer, apenas llegaba yo de la calle, mi abuela me perseguía
con sus gritos, me atrapaba y azotaba, y luego, de pie y desnudo sobre
una jofaina de peltre, me restregaba el cuerpo con sus manos de lija.
Así decía la vieja, así decía:

Eres fiel, eres tu piel».

## Fedosy desde la crítica

#### La memoria autorreferencial en Santaella (Violeta Rojo).
Desde Ciudades que no existen se da cuenta del recuerdo como recurso autorreferencial, que desde datos objetivos y comprobables construye mundos complejos y «Ciudades imposibles». Santaella da uso del “yo” como constante que hace evidente el cambio del espacio:
«Existen, pero no cómo eran en el recuerdo; en las que ya no se pueden hacer las cosas que aquel personaje hizo y vivió, pero sobre todo, que ya no pueden existir porque el que las habitó, ese personaje que a veces es un 'yo'».

#### El secreto tras los nombres (Carmen Itamad).
Se revisa el texto los nombres desde una lectura lúdica y abarcante, en donde se señala al nombre como categoría gramatical capaz de construir y problematizar la identidad. Es una categoría de entendimiento y relación lúdica, que desde lo estético permite ligar el nombre Fedosy con el poeta persa Ferdowsi.
La autora señala existe también un elemento lúdico en el género, ya que el tema es de carácter científico filológico antes que narrativo:
«Pese al marasmo de historias que aflora a lo largo de esta exploración, no parece adecuado clasificar Los nombres como una obra fragmentaria. Gracias a un sólido trasfondo común, que carga de sentido la apuesta por la deriva y logra captar y mantener la atención del lector –a quien se incita a abandonarse al barthesiano placer del extravío–, los relatos convergen generando una estructura orgánica».

## Santaella como crítico

#### Storytelling, la experiencia de una labor titánica
Realiza una genealogía y diagnóstico del fenómeno narrativo conocido como storytelling, arguyendo este como tradición antigua y pre ágrafa, antes que un recurso novedoso propio de la brevedad moderna. Se estudia la vuelta de las producciones audiovisuales y culturales al modo épico y extenso de contar historias.

## Listado de obras

### Relato corto
- Cuentos de Cabecera. Editorial Comala.com, 2001
- El elefante. CONAC, Venezuela, 2005.
- De la urbe para el Orbe. Editorial Alfadil, Venezuela, 2006.
- Postales sub sole, Premio Único Bienal Internacional José Rafael Pocaterra (2004-2006), mención narrativa. De la A la Z ediciones, Venezuela, 2006.
- Fauna de palabras. (Cuentos infantiles). Editorial Alfaguara, Venezuela, 2007.
- Historias que espantan el sueño. (Cuentos juveniles). Editorial Alfaguara, Venezuela, 2007.
- 21 del siglo XXI. (Antología del cuento venezolano del siglo XXI). Ediciones B, Venezuela, 2007.
- Piedras lunares, mención de honor en la Bienal José Antonio Ramos Sucre (2007). Ediciones B, Venezuela, 2008.
- Verduras y travesuras. (Cuentos infantiles). Alfaguara, Venezuela, 2009.
- Pasapuertas. (Cuentos infantiles). Alfaguara, Venezuela, 2010.
- Ciudades que ya no existen. Fundación para la cultura urbana, Venezuela, 2010.
- Instrucciones para leer este libro. Bid and Coeditor, Venezuela, 2012.
- Terceras personas. Libros El Nacional, Venezuela, 2015.
- No cualquier vaca y otros cuentos. (Cuentos infantiles y juveniles). Loqueleo, Venezuela, 2016.
- Cuentos descabellados. (Cuentos infantiles). Libros del fuego, Chile/Colombia/Venezuela, 2016.
- Piedras lunares, reedición. Ediciones PuntoCero, Venezuela/España, 2016.
- Retablo de plegarias. El Taller Blanco Ediciones, Colombia, 2019.
- Los escapistas. Oscart Todtmann editores, Venezuela, 2025.

### Novela
- Rocanegras. Ediciones B, 2007.
- Miguel Luna contra los extraterrestres. (Novela juvenil). Alfaguara, España, 2009.
- Las peripecias inéditas de Teofilus Jones. Alfaguara, España, 2009.
- Miguel Luna contra la bestia del bosque. (Novela juvenil). Alfaguara, España, 2013.
- En sueños matarás. Alfaguara, España, 2013.
- Los escafandristas. Bid and Co. Editor, Venezuela, 2014.
- El dedo de David Lynch, finalista del Premio Herralde (2013). Pre-Textos, España, lo2015.
- No molestar, por favor. (Novela juvenil). Alfaguara, España, 2015.
- Los nombres, XLVII Premio Internacional de Novela Corta «Ciudad de Barbastro». Pre-Textos, España, 2016.
- Hopper en el fin del mundo. Editorial Milenio, España, 2021.
- La luz de Tesla. Editorial Norma, México, 2021.
- Leonora del viento. Editorial Norma, México, 2022.
- El dibujo de la isla. Monroy Editor. Venezuela, 2023.

### Poesía
- Tatuajes criminales rusos. Oscar Todtmann editores, Venezuela, 2018.
- El barco invisible.[1] Oscar Todtmann editores, Venezuela, 2020.
- Daemon. LP5 Editora, Chile, 2022.

### Como compilador
- Cuentos sin palabrotas. Antología del cuento venezolano para jóvenes. Alfaguara, 2009.
- Con el susto al cuello.  Alfaguara, 2014.[1]

## Premios y reconocimientos
- Bienal internacional José Rafael Pocaterra, mención narrativa, 2004.
- Mención de honor Bienal José Antonio Ramos Sucre, 2007.
- Selección Programa Internacional de Escritura de la Universidad de Iowa, 2009.
- Finalista Premio Cosecha Eñe, 2010.
- Concurso de cuentos El Nacional, 2013.
- Finalista en la lista corta Premio Herralde, 2013.
- Premio internacional Novela Corta Ciudad de Barbastro, 2016.
- Mención honorífica la I Bienal Eugenio Montejo, 2017.[1][19][20]